# Юркино (Рязанская область)
Юркино — деревня в Рыбновском районе Рязанской области. Входит в состав Батуринского сельского поселения.

## География
Деревня находится в северо-западной части Рязанской области, на расстоянии приблизительно 6 км (по прямой) к западу от железнодорожного вокзала города Рыбное, административного центра района.

### Часовой пояс
Деревня Юркино, как и вся Рязанская область, находится в часовой зоне МСК (московское время). Смещение применяемого времени относительно UTC составляет +3:00.

## История
На карте 1850 года обозначена как поселение с 18 дворами. В 1897 году в посёлке Рязанского уезда Рязанской губернии насчитывалось 17 дворов и проживало 116 человек.

## Население
| 2010 |
| ---- |
| 0    |